# سرگیجه (فیلم ۱۹۵۱)
سرگیجه (اسپانیایی: Vértigo‎) یک فیلم درام اسپانیایی است که در سال ۱۹۵۱ منتشر شد. از بازیگران آن می‌توان به آنا ماریسکال اشاره کرد.